# 周佳榮
周佳榮（1949年—），廣東潮陽人，香港浸會大學歷史系榮休教授、近代史研究中心高級研究員，新亞研究所榮譽教授、新亞研究所教務長兼亞太研究中心主任。曾任歷史系系主任、近代史研究中心主任、當代中國研究所所長，及擔任香港中國近代史學會會長、博物館專家顧問等職務。其研究範疇以東亞史、思想史、文化史為主。

## 學歷
1962年獲派入讀中華基督教青年會中學，香港大學哲學博士，廣島大學文學碩士，大阪外國語大學文憑（現大阪大學），香港中文大學文學士。

## 主要研究領域
包括東亞地區、中日關係、日本文化與社會、近代中國思想史、明清小說史、近代婦女史及出版業史。

## 著作

### 書籍 (獨著)
- 《陳荊和著作導讀：東南亞史與華僑研究》，三聯書店(香港)有限公司，2023。
- 《快讀古今日本一萬年》，三聯書店(香港)有限公司，2023。
- 《階梯之階梯：呂思勉著作導讀》，中華書局(香港)有限公司，2023。
- 《一本讀懂平成日本》，三聯書店(香港)有限公司，2023。
- 《香港潮州商會百年發展史》，中華書局(香港)有限公司，2022。
- 《一本讀懂昭和日本》，三聯書店(香港)有限公司，2022。
- 《一本讀懂大正日本》，三聯書店(香港)有限公司，2021。
- 《大化革新前後的日本》，香港：商務印書館(香港)，2021。
- 《簡明香港古代史》，三聯書店(香港)有限公司，2021。
- 《錢穆在香港：人文‧教育‧新史學》，三聯書店(香港)有限公司，2020。
- 《香港紀要：近代文獻著作選》，三聯書店(香港)有限公司，2020。
- 《一本讀懂明治日本》，三聯書店(香港)有限公司，2020。
- 《傳承與開拓︰香港潮屬社團總會發展史》，中華書局(香港)有限公司，2020。
- 《瀛洲華聲：日本中文報刊一百五十年》，三聯書店(香港)有限公司，2020。
- 蔡元培編纂；周佳榮導讀：《公民教育讀本》，香港：商務印書館（香港），2019。
- 《中華國學讀本》。香港：中華書局（香港），2018。
- 《細語和風：明治以來的日本》，香港：香港中和出版有限公司，2018。
- 《明清疑案新探 -- 史學家的證言》，香港：商務印書館(香港)，2017。
- 《香港報刊與大眾傳播》，香港：天地圖書有限公司，2017。
- 《香港通史--遠古至清代》，香港：三聯書店(香港)，2017。
- 《錢穆史學導論──兩岸三地傳承》，香港：中華書局（香港），2017。
- 《童蒙啟程──中華幼學經典精選導讀》，香港：中華書局（香港），2016。
- 《明清小說歷史與文學之間》，香港：商務印書館(香港)，2016。
- 《潮流兩岸：香港的人和事》，香港：香港中和出版有限公司，2016。
- 《中國歷代史學名著快讀》，商務印書館(香港)有限公司，2016。
- 《近代日本文化與思想》，商務印書館(香港)有限公司，2015。
- 《百年傳承──香港學者論中華書局》，香港：中華書局（香港），2012。
- 《香港潮州商會九十年發展史》，香港：中華書局（香港），2012年。
- 《近代日人在華報業活動》，長沙：嶽麓書社，2012年。
- 《中國文明──文化轉型的歷程》，香港：香港教育圖書公司，2010。
- 《陶行知與近代中國教育》，香港：香港教育圖書公司，2010。
- 《陶行知與香港「中業」教育》，香港：書作坊，2010。
- 《開明書店與五四新文化》，香港：中華書局（香港），2009。
- 《新民與復興─近代中國思想論》，香港教育圖書公司，2007。
- 《從翰林到教育家──蔡元培及其事業》，香港：中華書局（香港），2007年。
- 《近代日本文化與思想》(第二版)，香港：商務印書館(香港)，2006。
- 《人物中國歷史套裝》，香港教育圖書公司，2006。
- 《言論界之驕子──梁啟超與新民叢報》，香港：中華書局（香港），2005。
- 《數字世界歷史文化》，香港：香港教育圖書有限公司，2005。
- 《歷史絮語：教與學的文化情懷》，香港：牛津大學出版社，2004。
- 《中國歷史文化速遞》，香港教育圖書公司，2004。
- 《中醫藥一二三 : 名數及集稱手冊》，開明出版社，2003。
- 《中國醫學史辭典》，香港：中華書局（香港），2002年。
- 《新民與復興─近代中國思想論》，香港教育圖書公司，1999。
- 《亞太史研究導論》，香港：利民出版社，1999年。
- 《通古今之變──中國歷史教學綜論》，香港：香港教育圖書有限公司，1999。
- 《中國歷代史學名著》， 香港：香港教育圖書有限公司，1994。
- 《潮流遠近：歷史的教與學》，香港天地圖書有限公司，1987。
- 《中國歷史學習年表》，香港教育圖書公司，1986。
- 《中國史學名著概說》，香港教育圖書公司，1986。
- 《辛亥革命前的蔡元培》，波文書局，1980。
- 《蘇報與清末政治思潮》，昭明出版社有限公司，1979。
- 《日文常用語彙手冊》，昭明出版社有限公司，1978。

## 書籍 (合著/編纂)
- 《公民修養讀本》，商務印書館(香港)，2020。
- 《香港紀要：近代文獻著作選》，三聯書店(香港)有限公司，2020。
- 《五四百周年：啟蒙、記憶與開新》，中華書局(香港)有限公司，2019。
- 《公民教育讀本》，商務印書館(香港)有限公司，2019。
- 《香港六度行》，中華書局(香港)有限公司，2017。
- 《香港浸會大學六十年發展史》，三聯書店(香港)有限公司，2016。
- 《這代人的街角：香港民生影像1950-1970》，商務印書館(香港)有限公司，2015。
- 《東亞世界：政治．軍事．文化》，三聯書店(香港)有限公司，2014。
- 《天下名士有部落─常州人物與文化群體》，三聯書店(香港)有限公司，2013。
- 《香港聖公會聖保羅堂百年史》，中華書局(香港)有限公司，2013。
- 《百年傳承─香港學者論中華書局》，中華書局(香港)有限公司，2012。
- 《第二屆廿一世紀華人地區歷史教育論文集》，中華書局(香港)有限公司，2012。
- 《丁日昌與近代中國》，中華書局(香港)有限公司，2011。
- 《中國文明：文化轉型的歷程》，香港教育圖書有限公司，2010。
- 《中國女性史閱覽入門》，香港教育圖書有限公司，2010。
- 《連環圖畫與大眾閱讀─公仔書的文化史》，新雅文化事業有限公司，2010。
- 《陶行知與香港「中業」教育》，香港教育圖書公司，2010。
- 《中國女性史閱覽入門》，香港教育圖書公司，2010。
- 《陶行知與近代中國教育》，香港教育圖書公司，2010。
- 《閱讀香港─新時代的文化穿梭》，香港教育圖書公司，2007。
- 《近代中國留學生論文集》，香港歷史博物館，2006。
- 《新理念中國歷史》，香港教育圖書公司，2004。
- 《香港中華總商會百年史》，香港中華總商會，2002。
- 《新世紀版人物中國歷史》，香港教育圖書公司，2000。
- 《通古今之變─中國歷史教學綜論》，香港教育圖書公司，1999。
- 《會考中國歷史》，香港教育圖書公司，1999。
- 《戰後香港軌跡：民生苦樂》，商務印書館(香港)有限公司，1997。
- 《戰後香港軌跡：社會掠影》，商務印書館(香港)有限公司，1997。
- 《中國歷史》，香港教育圖書公司，1995。
- 《當代香港史學研究》，三聯書店(香港)有限公司，1994。
- 《共和國的追求與挫折》，商務印書館(香港)有限公司，1992。

## 外部連結
- 專欄：東亞潮研（页面存档备份，存于）
- 睿看歷史 樂於傳承（页面存档备份，存于）
- 專訪歷史系周佳榮教授 趣談往事 閱讀老香港 （页面存档备份，存于）
- 回溯中日歷史 漫話世紀動漫路（页面存档备份，存于）

1. ↑  . 華僑日報. 1963-07-15: 27  [2022-04-07]. （原始内容存档于2023-04-02）.